# 伊薩克·佛倫亭
伊薩克·佛倫亭（希伯來語：‎，1958年7月28日—），以色列男導演、製片人、編劇與特技演員。擅長執導中低預算的武術片和動作片，常與演員史考特·艾金斯合作。
佛倫亭曾於臺拉維夫大學主修影視課程。他曾透露，自己年幼時常參觀以色列當地的電影院，導演塞吉歐·李昂尼與動作影星李小龍都是自己的偶像，以及啟發自己的人。他還於1979年始開設空手道學校，並擔任空手道教師。

## 作品列表
- 1987：《Shalom La-Mechassel》-導演（短片），編劇
- 1987：《Farewell, Terminator》-導演，編劇
- 1992：《Desert Kickboxer》-導演，編劇
- 1995：《薩瓦特（英语：Savate (film)）》-導演，編劇
- 1997：《黑道特戰隊（英语：High Voltage (1997 film)）》-導演
- 1999：《魔鬼駭客（英语：Bridge of Dragons）》-導演
- 2001：《U.S. Seals II》-導演（影帶首映）
- 2003：《陷入敵陣（英语：Special Forces (2003 film)）》-導演
- 2003：《The Life and Legend of Bob Wall》-導演（DVD首映）
- 2004：《龍之詛咒（英语：Max Havoc: Curse of the Dragon）》-導演
- 2006：《絕地鬥士》-導演（DVD首映）
- 2008：《伏毒追緝令》-導演（DVD首映）
- 2009：《紐約忍者戰記》-導演
- 2010：《終極鬥士3：贖罪》-導演（DVD首映）
- 2012：《刺客的子彈（英语：Assassin's Bullet）》-導演
- 2013：《紐約忍者戰記2之戰無不克（英语：Ninja: Shadow of a Tear）》-導演
- 2014：《鋼鐵力士》-第二攝製組導演
- 2015：《槍殺近距離（英语：Close Range）》-導演
- 2016：《伯伊卡：終極鬥士》-監製
- 2017：《復仇行動（英语：Acts of Vengeance (film)）》-導演
- 2020：《倒数追魂（英语：Seized (film)）》-導演
- 2024：《獵犬行動（英语：Hounds of War）》-導演

## 外部連結
- 伊薩克·佛倫亭在互联网电影资料库（IMDb）上的資料（英文）
- 官方網站
- 伊薩克·佛倫亭的《絕地鬥士》專訪
- 伊薩克·佛倫亭相關文章